# Didymosalpinx lanciloba
Didymosalpinx lanciloba là một loài thực vật có hoa trong họ Thiến thảo. Loài này được (S.Moore) Keay mô tả khoa học đầu tiên năm 1958.